# Cyrus Young
Cyrus Young (Modesto, Kalifornia, 1928. július 23. – Modesto, Kalifornia, 2017. december 6.) olimpiai bajnok amerikai atléta, gerelyhajító.

## Pályafutása
Az 1952-es helsinki olimpián olimpiai bajnok lett gerelyhajításban 73,78 méteres olimpiai rekorddal. Négy év múlva Melbourne-ben a 11. helyen végezett. Egyéni legjobbja 79,16 m volt, amit 1956-ban ért el.

## Sikerei, díjai
- Olimpiai játékok - gerelyhajítás
  - aranyérmes: 1952, Helsinki